# Miconia lappacea
Miconia lappacea är en tvåhjärtbladig växtart som först beskrevs av Dc., och fick sitt nu gällande namn av José Jéronimo Triana. Miconia lappacea ingår i släktet Miconia och familjen Melastomataceae. Inga underarter finns listade i Catalogue of Life.